# 5 juin en sport
5 mai 5 juillet
Chronologies thématiques
- Croisades
- Ferroviaires
- Disney

Le 5 juin (156e jour de l'année ou 157e en cas d'année bissextile) en sport.

## Événements

### XIVesiècle
- 1316 :
  - (Jeu de paume) : décès du roi de France Louis X après une partie de jeu de paume : il a pris froid après un match.

### XIXesiècle
- 1850 :
  - (Boxe) : William Thompson "Bendigo" défend son titre de Champion d'Angleterre contre Tom Paddock à Mildenhall. Après avoir gagné le combat sur la disqualification de Paddock après 49 tours, Thompson annonce son retrait du ring[1].
- 1892 :
  - (Athlétisme) : course pédestre Paris-Belfort (496 km) avec quelque 850 concurrents au départ ! Ramoge rallia Belfort en quelque 100 heures et cinq minutes et remporta les 2 000 F de prix offerts au vainqueur.

### XXesièclede1901à1950
- 1904 :
  - (Football) : fondation du Nacional Futbol Club d'Asuncion, club paraguayen de football, champion du Paraguay en 1909, 1911, 1924, 1926, 1942, 1946.
- 1932 :
  - (Sport automobile) : Grand Prix automobile d'Italie.
- 1938 :
  - (Sport automobile) : Grand Prix automobile des Frontières.
- 1949 :
  - (Sport automobile) : Grand Prix automobile des Frontières.

### XXesièclede1951à2000
- 1955 :
  - (Formule 1) : Grand Prix automobile de Belgique.
- 1976 :
  - (Athlétisme) : Dwight Stones établit un nouveau record du monde du saut en hauteur à 2,31 mètres.
- 1977 :
  - (Formule 1) : Grand Prix automobile de Belgique.
- 1983 :
  - (Formule 1) : Grand Prix automobile de la côte est des États-Unis.
  - (Tennis) : Yannick Noah remporte les Internationaux de France de tennis face à Mats Wilander.
- 1993 :
  - (Rugby à XV) : le Castres olympique remporte le Championnat de France en s'imposant 14-11 en finale face au FC Grenoble.
- 1995 :
  - (Football / Coupe du monde féminine) : début de la deuxième édition de la Coupe du monde féminine organisée en Suède jusqu'au 18 juin 1995. Le match d'ouverture voit l'Allemagne s'imposer 1 à 0 contre le Japon.

### XXIesiècle
- 2003 :
  - (Tennis) : Kim Clijsters et Justine Henin par leur victoire en demi-finale annoncent une finale de Roland-Garros 100 % belge.
- 2007 :
  - (Football) : après deux ans de retraite, Guy Roux reprend du service en devenant le nouvel entraîneur du Racing Club de Lens.
- 2014 :
  - (Basket-ball) : Limoges remporte son dixième titre de champion de France 14 ans après son dernier sacre, grâce à sa victoire sur Strasbourg (73-70), la 3e en trois rencontres dans cette finale de Pro A.
- 2016 :
  - (Tennis /tournoi du grand Chelem) : après trois finales perdues (2012, 2014, 2015), Novak Djokovic remporte Roland-Garros pour la 1re fois de sa carrière. Le Serbe a dominé en finale le Britannique Andy Murray (3-6, 6-1, 6-2, 6-4) et signe sa 12e victoire en Grand Chelem, la 4e de suite. Le n°1 mondial rejoint Roger Federer, Rafael Nadal, Rod Laver et Andre Agassi dans le cercle fermé des joueurs à avoir remporté les quatre tournoi du grand Chelem sous l’ère Open débutée en 1968. Dans le double dames, superbe performance de Kristina Mladenovic associée à Caroline Garcia, les Françaises ont remporté la finale face aux Russes Elena Vesnina et Ekaterina Makarova en trois sets (6-3, 2-6, 6-4).

## Naissances

### XIXesiècle
- 1877 : 
  - Jack Broderick, joueur de crosse canadien. Champion olympique aux Jeux de Londres 1908. († 12 juillet 1957).
- 1879 : 
  - René Pottier, cycliste sur route français. Vainqueur du Tour de France 1906. († 25 janvier 1907).

### XXesièclede1901à1950
- 1906 : 
  - Eraldo Monzeglio, footballeur puis entraîneur italien. Champion du monde de football 1934 et 1938. (33 sélections en équipe nationale). (†  3 novembre 1981).
- 1912 : 
  - Eric Hollies, joueur de cricket anglais. (13 sélections en Test cricket). († 16 avril 1981).
  - Roland Schmitt footballeur puis entraîneur français. (2 sélections en équipe de France). († 20 décembre 1954).
- 1916 : 
  - Sid Barnes, joueur de cricket australien. (13 sélections en Test cricket). († 16 décembre 1973).
  - Charles Nicolas footballeur puis entraîneur français. († 1er mai 1984).
- 1920 :
  - Marion Motley, joueur de foot U.S. américain. († 27 juin 1999).
- 1923 :
  - Jorge Daponte, pilote de courses automobile américain. († 9 mars 1963).
- 1928 :
  - Umberto Maglioli, pilote de courses automobile italien. († 7 février 1999).
- 1934 :
  - Vilhjálmur Einarsson athlète de sauts islandais. Médaillé d'argent du triple saut aux Jeux de Melbourne 1956.
  - Christian Vignes joueur de rugby français. (4 sélections en équipe de France).
- 1938 : 
  - Karin Balzer athlète de haies est-allemande puis allemande. Championne olympique du 80 m haies aux Jeux de Tokyo 1964 puis médaillée de bronze du 100 m haies aux Jeux de Munich 1972. Championne d'Europe d'athlétisme du 80 m haies 1966 puis championne d'Europe d'athlétisme du 100 m haies 1969 et 1971.
- 1940 :
  - Imre Komora, footballeur hongrois. († 15 août 2024).
- 1944 :
  - Stuart Watkins, joueur de rugby gallois. Vainqueur du Grand Chelem 1965, des Tournois des Cinq Nations 1964, 1966 et 1969. (26 sélections en équipe nationale).
- 1945 : 
  - John Carlos, athlète de sprint américain. Médaillé de bronze du 200 m aux Jeux de Mexico 1968.
  - André Lacroix, hockeyeur sur glace canadien.

### XXesièclede1951à2000
- 1952 :
  - Umberto Barberis, footballeur puis entraîneur suisse. (54 sélections en équipe nationale).
- 1953 :
  - Jean-Michel Sénégal, basketteur puis entraîneur français. Vainqueur des Coupe Korać 1982 et 1983. (210 sélections en équipe de France).
- 1958 :
  - Mark Ella, joueur de rugby australien. (25 sélections en équipe nationale).
- 1959 :
  - Mirosław Graf, sauteur à ski puis homme politique polonais. Maire de Szklarska Poręba depuis 2014.
  - Gianluca Roda, pilote de courses automobile d'endurance italien.
- 1960 :
  - Mourad Boudjellal, homme d'affaires et dirigeant sportif français. Président du RC toulonnais
- 1964 :
  - Jean-François Remesy, golfeur français.
- 1965 :
  - Alfie Turcotte, hockeyeur sur glace américano-canadien.
- 1968 :
  - Henk Vos, footballeur néerlandais.
- 1970 :
  - Martin Gélinas, hockeyeur sur glace canadien.
- 1972 :
  - Elisi Vunipola, joueur de rugby tongien. (41 sélections en équipe nationale).
- 1974 :
  - Scott Draper, joueur de tennis et golfeur australien.
  - Nikole Mitchell, athlète de sprint jamaïquaine. Médaillée de bronze du relais 4 × 100 m aux Jeux d'Atlanta 1996.
- 1975 :
  - Žydrūnas Ilgauskas, basketteur lituanien. (3 sélections en équipe nationale).
  - Thomas Lombard, joueur de rugby puis consultant TV français. (12 sélections en équipe de France).
  - Egidio Perfetti, pilote de courses automobile d'endurance norvégien.
- 1976 :
  - Samuel Cherouk joueur de rugby à XV puis entraîneur français. Sélectionneur de l'équipe de France féminine depuis 2017
  - Torry Holt, joueur de foot U.S. américain.
  - Stéphane Le Diraison navigateur français.
- 1977 :
  - Nicolas Kiefer, joueur de tennis allemand. Médaillé d'argent du double aux Jeux d'Athènes 2004.
- 1978 :
  - Stephan Görgl, skieur alpin autrichien.
  - Fernando Meira, footballeur portugais. (54 sélections en équipe nationale).
  - Danie Rossouw, joueur de rugby sud-africain. Champion du monde de rugby à XV 2007. Vainqueur du Tri-nations 2009, de la Coupe d'Europe de rugby à 2013 et 2014. (63 sélections en équipe nationale).
- 1979 :
  - Mike Hercus, joueur de rugby américain. (48 sélections en équipe nationale).
  - Cristiano Júnior, footballeur brésilien. († 5 décembre 2004).
  - Mehdi Meriah, footballeur tunisien. Vainqueur de la Ligue des champions 2007. (5 sélections en équipe nationale).
- 1980 :
  - Mike Fisher, hockeyeur sur glace canadien.
  - Antonio García, pilote de courses automobile espagnol.
  - Silvan Palazot, skieur acrobatique français.
- 1981 :
  - Serhat Akın, footballeur turc. (21 sélections en équipe nationale).
- 1982 :
  - Valentina Neli Ardean Elisei, handballeuse roumaine. Victorieuse des Coupe Challenge de handball féminin 2002 et 2004 puis de la Coupe d'Europe des vainqueurs de coupe de handball féminin 2007. (189 sélections en équipe nationale).
  - Achille Emana, footballeur camerounais. Vainqueur de la Ligue des champions de la CONCACAF 2014. (42 sélections en équipe nationale).
  - James Hiebert, hockeyeur sur glace canadien.
- 1984 :
  - Derrick Atkins, athlète de sprint bahaméen.
  - Michał Bielczyk, athlète de sprint polonais.
  - Jakub Klepiš, hockeyeur sur glace tchèque. Champion du monde de hockey sur glace 2010.
  - Konstantin Korneïev, hockeyeur sur glace russe. Champion du monde de hockey sur glace 2008 et 2009.
- 1985 :
  - Jeremy Abbott, patineur artistique individuel américain.
  - Antonio Anderson, joueur et entraîneur de basket-ball américain.
  - Timuzsin Schuch, handballeur hongrois. (142 sélections en équipe nationale).
- 1986 :
  - David Bolland, hockeyeur sur glace canadien.
  - Martin Strobel, handballeur allemand. Médaillée de bronze aux Jeux de Rio 2016. Champion d'Europe masculin de handball 2016. (104 sélections en équipe nationale).
- 1988 :
  - Austin Daye, basketteur américain.
- 1989 :
  - Cameron Atkinson, hockeyeur sur glace américain.
  - Jérôme Cousin, cycliste sur route et sur piste français.
  - Ed Davis, basketteur américain.
- 1990 :
  - Charlotte Bilbault, footballeuse française. (16 sélections en équipe de France).
  - Soufiane El Mesrar, futsalleur marocain. Champion d'Afrique de futsal 2016 et 2020.
  - Radko Gudas, hockeyeur sur glace tchèque.
- 1991 :
  - Martin Braithwaite, footballeur danois. (16 sélections en équipe nationale).
  - Kent Robin Tønnesen, handballeur norvégien. (64 sélections en équipe nationale).
- 1992 :
  - Markus Schiffner, sauteur à ski autrichien.
  - Emily Seebohm, nageuse australienne. Championne olympique du relais 4 × 100 m 4 nages aux Jeux de Pékin 2008 puis championne olympique du relais 4 × 100 m, médaillé d'argent du 100 m dos puis du relais 4 × 100 m 4 nages aux Jeux de Londres 2012. Championne du monde de natation du relais 4 × 100 m 4nages 2007. Championne du monde de natation du 100 et 200m dos puis du relais 4×100m nage libre 2015.
  - Samuel Walser, hockeyeur sur glace suisse.
- 1993 :
  - DeVaughn Akoon-Purcell, basketteur américano-trinidadien.
  - Laura Giuliani, footballeuse italienne. (78 sélections en équipe nationale).
- 1994 :
  - Edward Ravasi, cycliste sur route italien.
- 1996 :
  - Sidy Sarr, footballeur sénégalais. (5 sélections en équipe nationale).
- 1997 :
  - Oleh Plotnytskyi, volleyeur ukrainien. (32 sélections en équipe nationale).
  - Kieran Tierney, footballeur écossais.
- 1998 :
  - Yoël Armougom, footballeur français.
  - Pedro Díaz, footballeur espagnol.
  - Ioulia Lipnitskaïa, patineuse artistique individuelle russe. Championne d'Europe de patinage artistique individuelle 2014.
  - Caroline Quéroli, sabreuse française. Médaillée de bronze par équipes aux Mondiaux d'escrime 2017 puis championne du monde d'escrime par équipes 2018.
- 1999 :
  - Alejandro Davidovich Fokina, joueur de tennis espagnol.

### XXIesiècle
- 2001 :
  - Anzor Mekvabishvili, footballeur géorgien.
- 2002 :
  - Filip Braut, footballeur croate.
  - Jakub Kamiński, footballeur polonais.
- 2004 :
  - Lukáš Ambros, footballeur tchèque.

## Décès

### XXesièclede1901à1950
- 1914 : 
  - Hubert Heron, 62 ans, footballeur anglais. (4 sélections en équipe nationale). (° 30 janvier 1852).
- 1915 :
  - Pierre Guillemin, 28 ans, joueur de rugby à XV français. (11 sélections en équipe de France). (° 14 juin 1915).
- 1930 :
  - Eric Lemming, 50 ans, athlète de lancer suédois. Champion olympique du javelot et du javelot style libre aux Jeux de Londres 1908 puis champion olympique du javelot aux Jeux de Stockholm 1912. (° 22 février 1880).
- 1932 :
  - André Boillot, 40 ans, pilote de courses automobile français. (° 8 août 1891).
- 1946 : 
  - Maud Watson, 81 ans, joueuse de tennis britannique. Victorieuse des tournois de Wimbledon 1884 et 1885. (° 9 octobre 1864).

### XXesièclede1951à2000
- 1953 : 
  - Bill Tilden, 60 ans, joueur de tennis américain. Vainqueur des Tournois de Wimbledon 1920, 1921 et 1930, des US Open de tennis 1920, 1921, 1922, 1923, 1924, 1925 et 1929, des Coupe Davis 1920, 1921, 1922, 1923, 1924, 1925 et 1926. (° 10 février 1893).
- 1977 : 
  - Tom Pryce, 27 ans, pilote de F1 britannique. (° 11 juin 1949).
- 1982 : 
  - Jean-Lucien Jazarin, 81 ans, judoka français. (° 8 septembre 1900).

### XXIesiècle
- 2004 : 
  - Fernando Manzaneque, 70 ans, cycliste sur route espagnol. (° 4 février 1934).
- 2006 :
  - Henri Magne, 63 ans, copilote de rallye auto français. Vainqueur des Rallye Dakar 1997 et 2000. (° 9 mai 1953).
- 2015 : 
  - Jerry Collins, 34 ans, joueur de rugby néo-zélandais. Vainqueur des Tri-nations 2003, 2005, 2006 et 2007. (48 sélections en équipe nationale). (° 4 novembre 1980).
- 2017 : 
  - Cheik Tioté, 30 ans, footballeur ivoirien. Champion d'Afrique de football 2015. (55 sélections en équipe nationale). (° 21 juin 1986).